# Konstsim vid världsmästerskapen i simsport 2022 – Tekniskt program solo
Det tekniska programmet solo vid världsmästerskapen i simsport 2022 avgjordes mellan den 17 och 18 juni 2022 i Szechy Pool i Budapest i Ungern.
Yukiko Inui från Japan tog guld, ukrainska Marta Fjedina tog silver och grekiska Evangelia Platanioti tog brons.

## Resultat
Försöksheatet startade den 17 juni klockan 09:00 UTC+2. Finalen startade den 18 juni klockan 16:00.
Grön bakgrund betyder att konstsimmaren gick vidare till finalen
| Placering | Namn                 | Nationalitet   | Försöksheat | Försöksheat | Final   | Final     |
| Placering | Namn                 | Nationalitet   | Poäng       | Placering   | Poäng   | Placering |
| --------- | -------------------- | -------------- | ----------- | ----------- | ------- | --------- |
| 1         | Yukiko Inui          | Japan          | 91,9189     | 1           | 92,8662 | 1         |
| 2         | Marta Fjedina        | Ukraina        | 90,9382     | 2           | 91,9555 | 2         |
| 3         | Evangelia Platanioti | Grekland       | 88,6163     | 3           | 89,5110 | 3         |
| 4         | Linda Cerruti        | Italien        | 88,6075     | 4           | 89,0142 | 4         |
| 5         | Vasiliki Alexandri   | Österrike      | 87,9133     | 5           | 88,9841 | 5         |
| 6         | Anita Alvarez        | USA            | 85,4685     | 6           | 86,2807 | 6         |
| 7         | Kate Shortman        | Storbritannien | 83,8324     | 7           | 85,1632 | 7         |
| 8         | Joana Jiménez        | Mexiko         | 83,1988     | 9           | 83,8394 | 8         |
| 9         | Oriane Jaillardon    | Frankrike      | 83,6928     | 8           | 83,6865 | 9         |
| 10        | Audrey Lamothe       | Kanada         | 83,1821     | 10          | 83,0909 | 10        |
| 11        | Marlene Bojer        | Tyskland       | 80,8648     | 11          | 81,4450 | 11        |
| 12        | Lee Ri-young         | Sydkorea       | 80,5753     | 12          | 80,5294 | 12        |
| 13        | Karina Magrupova     | Kazakstan      | 80,0042     | 13          |         |           |
| 14        | Ilona Fahrni         | Schweiz        | 79,8704     | 14          |         |           |
| 15        | Jasmine Verbena      | San Marino     | 78,9977     | 15          |         |           |
| 16        | Chiara Diky          | Slovakien      | 77,5403     | 16          |         |           |
| 17        | Karolína Klusková    | Tjeckien       | 74,8578     | 17          |         |           |
| 18        | Clara De León        | Uruguay        | 74,2252     | 18          |         |           |
| 19        | Klara Šilobodec      | Kroatien       | 72,4970     | 19          |         |           |
| 20        | Clara Ternström      | Sverige        | 72,2373     | 20          |         |           |
| 21        | Gabriela Alpajon     | Kuba           | 68,6361     | 21          |         |           |
| 22        | Laura Strugnell      | Sydafrika      | 68,1776     | 22          |         |           |
| 23        | Ana Culic            | Malta          | 67,8191     | 23          |         |           |
| 24        | Sude Dicle           | Turkiet        | 66,6667     | 24          |         |           |
| 25        | Maria Salazar        | Aruba          | 65,6580     | 25          |         |           |
| 26        | Maria Alfaro         | Costa Rica     | 61,4452     | 26          |         |           |